# Oscar Ivanissevich
Oscar Ivanissevich (Buenos Aires, 5 de agosto de 1895 - ibíd., 5 de junio de 1976) fue un cirujano, futbolista y político peronista argentino, de ascendencia croata.

## Biografía
Hijo de Antonio Ivanissevich y de Elena Defilippis, nació en Buenos Aires el 5 de agosto de 1895. 
Fue profesor en las universidades de Buenos Aires y Nacional Autónoma de México y presidente de la Academia Argentina de Cirugía. Publicó Hidatidosis ósea y Tratamiento de los quistes hidatídicos del pulmón.
En 1918 propuso una nueva cura para el varicocele: la ligadura troncular de la vena espermática interna, técnica que tuvo repercusión internacional. Luego, en 1937 propuso una nueva vía de abordaje retroperitoneal. Fue uno de los iniciadores de la cirugía plástica en la Argentina.
Fue embajador en Estados Unidos entre 1946 y 1948. Posteriormente fue ministro de Educación en dos oportunidades: entre 1948 y 1950, durante el primer gobierno de Juan Domingo Perón, y entre agosto de 1974 y agosto de 1975, durante el gobierno de María Estela Martínez de Perón. Se le atribuye la coautoría de la letra de la Marcha Peronista. Y fue autor de la letra de la Marcha Canto al trabajo.
Falleció el 5 de junio de 1976, a los 80 años. 

### Ministro de Educación entre 1974 y 1975
Fue nombrado ministro de Educación el 14 de agosto de 1974, cuando la presidenta le encomendó la "Misión Ivanissevich", como fue conocida entonces, que tenía como objetivo central explícito "terminar con el caos" y la "infiltración marxista" en el sistema educativo y muy especialmente en las universidades nacionales. La Misión Ivanissevich se encuadraba escrupulosamente en el Documento Reservado del Consejo Superior Peronista del 1 de octubre de 1973, que había declarado el "estado de guerra" interna contra "el marxismo" y en varias ocasiones se relacionó con la acción estatal terrorista de la Triple A o de las Fuerzas Armadas. El movimiento estudiantil tomó las universidades para resistir las intervenciones, pero el gobierno las recuperó decretando su cierre y reprimiendo a los estudiantes, llegando a simular fusilamientos, como sucedió en el Colegio Nacional Buenos Aires, donde la policía gritó a voz en cuello que les iba a pasar lo mismo que en la Masacre de Trelew. El 7 de septiembre, la Triple A dinamitó la casa del rector de la Universidad de Buenos Aires Raúl Laguzzi, causándole graves heridas y asesinando a su hijo de cuatro meses. Un mes después, el 8 de octubre, la CNU asesinó a Rodolfo Achem y a Carlos Miguel, secretario administrativo y jefe del Departamento de Planificación de la Universidad Nacional de La Plata. En 1975 sería asesinada María del Carmen Maggi, decana de la Facultad de Humanidades de la Universidad Católica de Mar del Plata, cercana a monseñor Eduardo Pironio y enfrentada con el ministro Arrighi. 
La "depuración ideológica" de las universidades incluyó la cesantía de cerca de la mitad de los profesores universitarios, gran cantidad de no docentes, cierre de universidades, represión y prohibición de los centros de estudiantes y sindicatos docentes y no docentes, bibliografías expurgadas, listas negras de estudiosos no citables, cancelación de cátedras libres, censura de los contenidos de las materias, separación de las carreras de Psicología (cerrada durante un año), Sociología y Ciencias de la Educación de la Facultad de Filosofía y Letras (con el fin de aislar a los estudiantes de las mismas), exigencia a los estudiantes de certificados policiales de buena conducta, etc.
Los nuevos rectores interventores expresaron por sí mismos el cambio completo de orientación en la política educativa y universitaria en particular. En la Universidad de Buenos Aires fue nombrado Alberto Ottalagano, quien se jactaba de ser "fascista". En las universidad del Comahue y del Sur fue nombrado interventor a propuesta de la Marina, Remus Dionisio Tetu, un fascista rumano que había integrado grupos de extrema derecha de su país durante la Segunda Guerra Mundial y que como rector nombró a miembros de la Triple A, como José Oscar Argibay y el agente de inteligencia nazi Raúl Guglielminetti (mayor Guastavino), para hacerse cargo de la seguridad universitaria. En la Universidad Nacional de La Plata fue nombrado Pedro Arrighi —luego ministro de Educación—, que mantenía estrechas relaciones con la CNU, organización parapolicial ligada a la Triple A que cometió decenas de asesinatos en las universidades de Mar del Plata y La Plata.
Durante la gestión de Ivanissevich se creó la Universidad Nacional del Centro de la Provincia de Buenos Aires.
El 11 de agosto de 1975 fue reemplazado por Pedro Arrighi, que ocuparía el cargo hasta el golpe del 24 de marzo de 1976.

### Trayectoria en el fútbol
Ivanissevich comenzó a practicar fútbol en el King Edward College, escuela a la que asistía en 1905. Se destacó como centrodelantero. Un año más tarde se unió a las filas del Buenos Aires English High School, que años posteriores formarían el destacado Alumni Athletic Club, máximo ganador en la era amateur del fútbol argentino. Luego pasó a Kimberley de la Segunda División y de allí al Club Atlético Estudiantes, donde llegó a ser capitán. Se retiró en 1917 para dedicarse a la cirugía.

Oscar Ivannisevich durante su gestión como Ministro de Educación de la República Argentina en 1975.

## Publicaciones

### Artículos en publicaciones científicas
Algunos artículos destacables son:
- Ivanissevich, O.; Gregorini, H. «Una nueva operación para curar el varicocele». En: Sem Med 25 (1918).
- Ivanissevich  O. «Left  varicocele  due  to  reflux.  Experience  with  4470  operative  cases  in  forty  two  years». En: Journal of Int Col of Surg; 36:742. 1960.